# Assassin’s Creed Chronicles
Assassin's Creed Chronicles — трилогія відеоігор з серії Assassin's Creed, розроблена компанією Ubisoft Montreal спільно з Climax Studios для платформ  PC, PlayStation 4, Xbox One і  PS Vita. Ігри мають перспективу 2,5D, кожна глава трилогії має свій візуальний стиль, а персонажі — особливу манеру бою.

## Геймплей
Гра має вид 2.5D. У грі є великий набір зброї, такої як секретне взуттєве лезо, роупдарт і кинджали. Гравці повинні контролювати героя, і переміщатися по навколишньому середовищу. Гравці можуть використовувати стелс тактику: ховатися від ворогів в тіні і підніматися областями, які виділяються великою кількістю квітів.

## Chronicles: China
Перша гра трилогії. Події Assassin's Creed Chronicles: China розгортаються в  Китаї в 1526 році, на початку падіння  династії Мін і через два роки після подій короткометражного мультфільму Assassin's Creed: Embers [Архівовано 25 листопада 2016 у Wayback Machine.]. Головною героїнею є Шао Цзюнь — останній ассасин з китайського братства. Пройшовши навчання у  Еціо Аудиторе, вона вирішує повернутися на батьківщину з метою помститися і відновити Братство.

## Chronicles: India
Другий розділ присвячено протистоянню Сикхської імперії і британських колонізаторів в 1841 році. На півострів прибуває Майстер тамплієрів, у якого знаходиться цінний предмет, який перше належав Братству ассасинів. Головний герой Арбааз Мір(англ. Arbaaz Mir) повинен з'ясувати, навіщо тамплієр прибув до Індії, знайти цей предмет, а також захистити своїх близьких.

## Chronicles: Russia
Події завершальної глави розгортаються в 1918 році в Росії, де щойно відбулася революція. Головний персонаж, Микола Орлов, збирається виїхати з країни зі своєю сім'єю, але йому потрібно виконати ще одне завдання — проникнути в захоплений більшовиками палац і вкрасти артефакт, за який ассасини і тамплієри боролися століттями. Він стає свідком розправи над дітьми царя, але йому вдається врятувати одну з його дочок — Анастасію. Тепер перед Орловим стоїть непросте завдання: зберегти артефакт, захистити Анастасію і протистояти загрозі, що виходить від тамплієрів.
Одночасно з виходом третьої частини (9 лютого 2016) відбувся реліз комплекту Assassin's Creed Chronicles: Trilogy Pack, який включив в себе всі три частини серії.

## Розробка і випуск
Assassin’s Creed Chronicles: China спочатку була оголошена у вересні 2014 року в рамках сезонного проходження  Assassin's Creed Unity. 31 березня 2015 року було оголошено, що Assassin’s Creed Chronicles: China була частиною трилогії з Assassin’s Creed Chronicles: India і Assassin’s Creed Chronicles: Russia, які будуть випущені в більш пізній час. Трилогія була розроблена Climax Studios в об'єднанні з Ubisoft Montreal. Assassin’s Creed Chronicles: China була випущена 21 квітня 2015 року в Північній Америці і 22 квітня 2015 року на інших територіях, на Microsoft Windows, PlayStation 4 і Xbox One. Assassin’s Creed Chronicles: China це перша гра в франшизі, яка використовувала Epic Games' Unreal Engine 3. 8 грудня 2015 року, Ubisoft оголосила, що Assassin’s Creed Chronicles: India вийде 12 січня 2016 року, а Assassin’s Creed Chronicles: Russia буде випущена 9 лютого 2016 року разом із зібраною версією трьох ігор під назвою Trilogy Pack. Версія трилогії для PlayStation Vita буде випущена 5 квітня 2016 року.

## Оцінки
В цілому вся трилогія була холодно прийнята пресою. Практично ніхто з іноземних журналістів не поставив іграм високих оцінок. Винятком стала Chronicles: China, яка в СНД на думку критиків отримала 71/100 на основі 14 рецензій, а на агрегаторі Metacritic була оцінена в 67/100 на основі 15 рецензій. Багато рецензентів відзначали, що Assassin's Creed Chronicles стала невдалим експериментом для Ubisoft, натякаючи на вторинність геймплейних елементів і слабкий сюжет, хоча і підкреслювали гарну графічну частину.